# Cleistanthus collinus
Cleistanthus collinus är en emblikaväxtart som först beskrevs av William Roxburgh, och fick sitt nu gällande namn av George Bentham och Joseph Dalton Hooker. Cleistanthus collinus ingår i släktet Cleistanthus och familjen emblikaväxter. IUCN kategoriserar arten globalt som sårbar. Inga underarter finns listade i Catalogue of Life.

## Bildgalleri

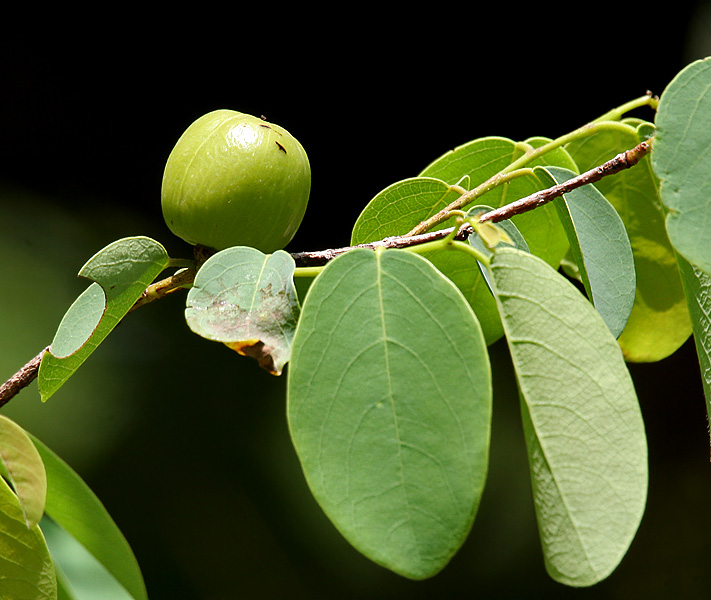
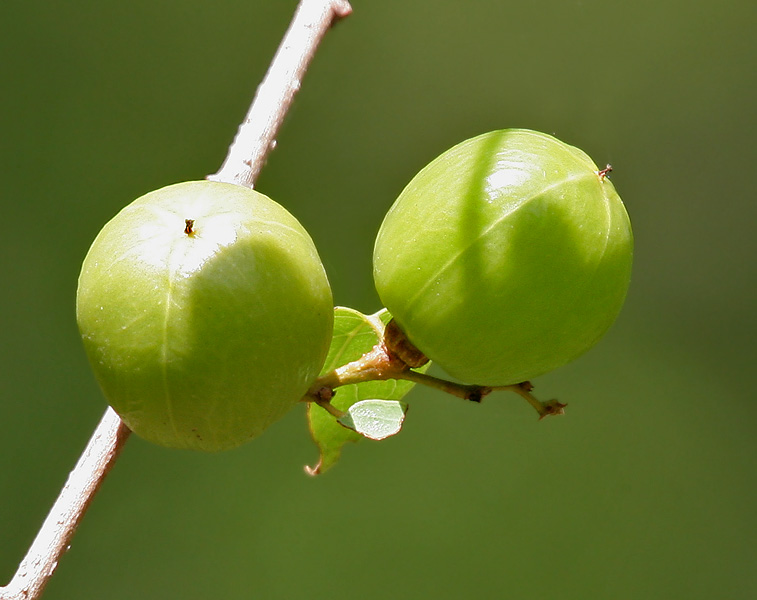
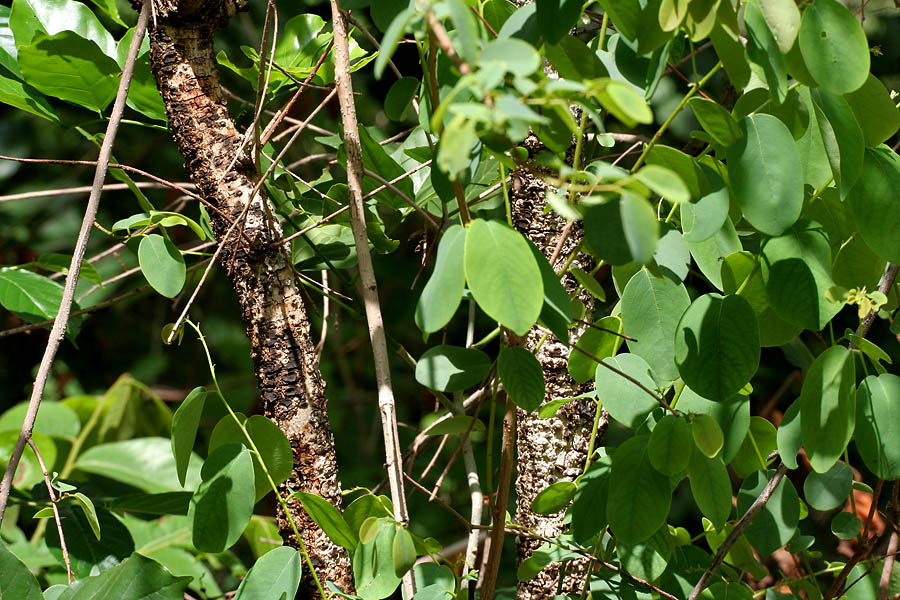